# Aerenea apicalis
Aerenea apicalis är en skalbaggsart som beskrevs av Julius Melzer 1923. Aerenea apicalis ingår i släktet Aerenea och familjen långhorningar. Inga underarter finns listade i Catalogue of Life.